# Villa de María
Villa de María è una città dell'Argentina, capoluogo del dipartimento di Río Seco, nella provincia di Córdoba.